# ويليام سيمونز (ضابط)
ويليام سيمونز (بالإنجليزية: William Symons)‏ هو ضابط أسترالي، ولد في 10 يوليو 1889 في بنديجو في أستراليا، وتوفي في 24 يونيو 1948 في بادنغتون في المملكة المتحدة.